# Change Is a Sound
Change Is a Sound è il primo album di studio del gruppo hardcore punk statunitense Strike Anywhere, pubblicato nel 2001. La traccia Refusal è stata inclusa nella colonna sonora del videogioco di skateboard Tony Hawk's Underground.

## Tracce
1. You're Fired
2. Timebomb Generation
3. Refusal
4. Laughter in a Police State
5. Sunset on 32nd Street
6. Detonation
7. Riot of Words
8. S.S.T.
9. Chalkline
10. Three on a Match
11. My Design

## Formazione
- Thomas Barnett - voce
- Matt Sherwood - chitarra, voce
- Garth Petrie - basso
- Eric Kane - batteria